# Karl Saller
Karl Felix Saller (Kempten, 3 settembre 1902 – Monaco di Baviera, 15 ottobre 1969) è stato un antropologo e medico tedesco.

## Biografia
Compie gli studi universitari presso l'Università di Monaco di Baviera (Ph.D., 1924; M.D., 1926), divenendo docente di antropologia e anatomia presso le Università di Kiel e Gottinga. Verrà però licenziato nel 1935 per essersi opposto alle dottrine razziali naziste. Medico del sanatorio di Badenweiler dal 1936 al 1939, presta servizio nell'esercito tedesco durante la seconda guerra mondiale, divenendo dopo il termine del conflitto direttore dell'ospedale Robert Bosch di Stoccarda (1945-1948). Dal 1948 torna a insegnare antropologia e genetica presso l'Università di Monaco di Baviera, ricoprendo dal 1949 la carica di direttore dell'Istituto di antropologia e genetica umana della stessa città. Studioso di parapsicologia, pubblica l'articolo Die Parapsychologie vom Standpunkt des Anthropologen sulla rivista "Die Heilkunst", nel 1955.
Eminente la sua classificazione delle stature umane, messa a punto con il suo maestro Rudolf Martin: tale scala delle stature è quella oggi largamente in uso nella vita pratica ("pragmatic life"):
| Nanismo (Pygmyes)                     | < 130,0 centimetri (4 ft 3,18 in)                   |
| Stature molto basse (Very Short)      | 130,0–149,9 centimetri (4 ft 3,18 in–4 ft 11,02 in) |
| Stature basse (Short)                 | 150,0–159,9 centimetri (4 ft 11,06 in–5 ft 2,95 in) |
| Stature sotto la media (Lower Medium) | 160,0–163,9 centimetri (5 ft 2,99 in–5 ft 4,53 in)  |
| Stature medie (Medium)                | 164,0–166,9 centimetri (5 ft 4,57 in–5 ft 5,71 in)  |
| Stature sopra la media (Upper Medium) | 167,0–169,9 centimetri (5 ft 5,75 in–5 ft 6,89 in)  |
| Stature alte (Tall)                   | 170,0–179,9 centimetri (5 ft 6,93 in–5 ft 10,83 in) |
| Stature molto alte (Very Tall)        | 180,0–199,9 centimetri (5 ft 10,87 in–6 ft 6,70 in) |
| Gigantismo (Giants)                   | ≥ 200,0 centimetri (6 ft 6,74 in)                   |

| Nanismo (Pygmyes)                     | < 121,0 centimetri (3 ft 11,64 in)                  |
| Stature molto basse (Very Short)      | 121,0–139,9 centimetri (3 ft 11,64 in–4 ft 7,08 in) |
| Stature basse (Short)                 | 140,0–148,9 centimetri (4 ft 7,12 in–4 ft 10,62 in) |
| Stature sotto la media (Lower Medium) | 149,0–152,9 centimetri (4 ft 10,66 in–5 ft 0,20 in) |
| Stature medie (Medium)                | 153,0–155,9 centimetri (5 ft 0,24 in–5 ft 1,38 in)  |
| Stature sopra la media (Upper Medium) | 156,0–158,9 centimetri (5 ft 1,42 in–5 ft 2,56 in)  |
| Stature alte (Tall)                   | 159,0–167,9 centimetri (5 ft 2,60 in–5 ft 6,10 in)  |
| Stature molto alte (Very Tall)        | 168,0–186,9 centimetri (5 ft 6,14 in–6 ft 1,58 in)  |
| Gigantismo (Giants)                   | ≥ 187,0 centimetri (6 ft 1,62 in)                   |